# Clastobryum ruficaule
Clastobryum ruficaule là một loài Rêu trong họ Sematophyllaceae. Loài này được (Thwaites & Mitt.) Tixier mô tả khoa học đầu tiên năm 1977.